# Deilephila vautrini
Deilephila vautrini är en fjärilsart som beskrevs av Coe Finch Austin 1907. Deilephila vautrini ingår i släktet Deilephila och familjen svärmare. Inga underarter finns listade i Catalogue of Life.